# Дзёдо-сю

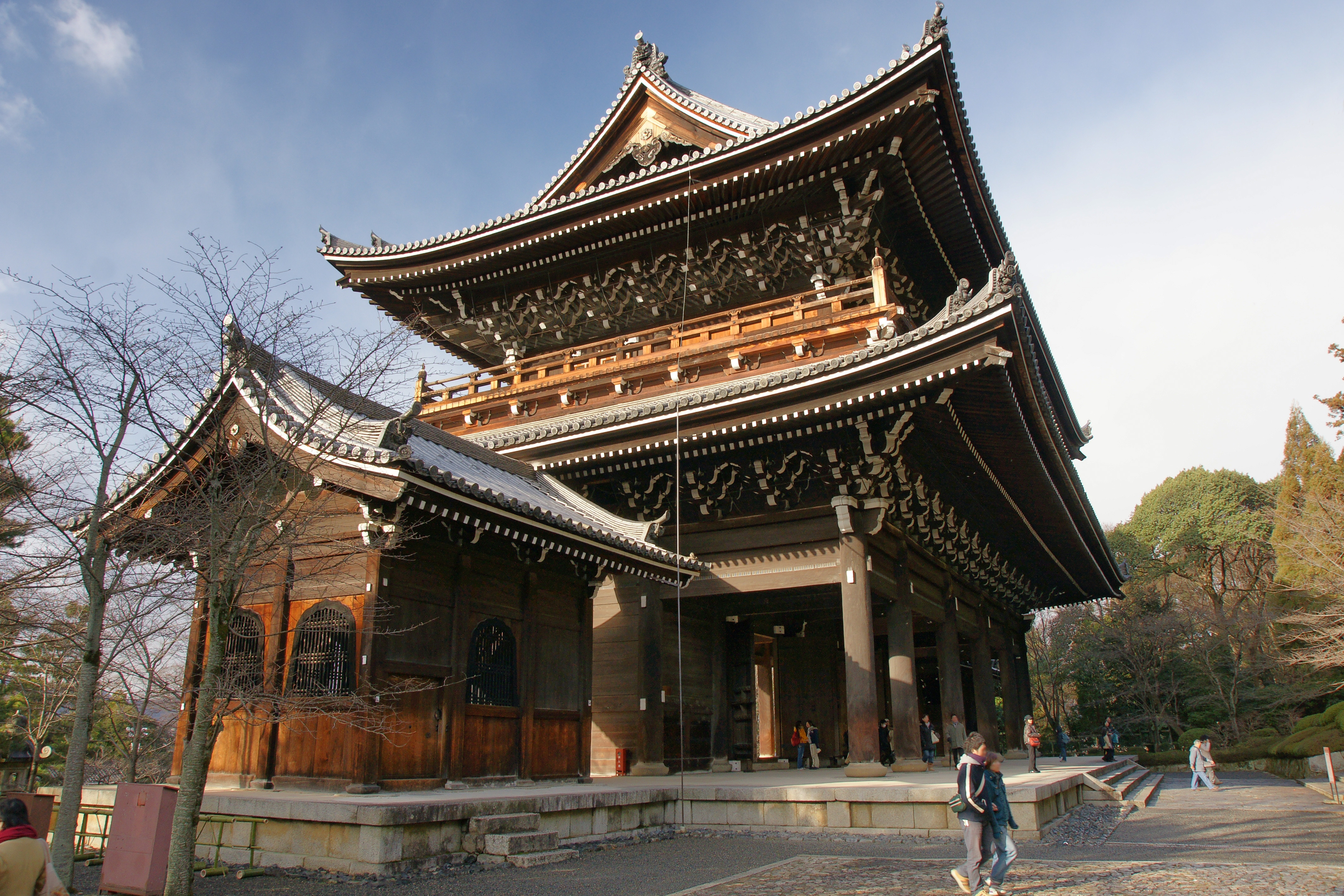
Тион-ин, главный храм в городе Киото.

Дзёдо-сю (яп. 浄土宗, дзёдо-сю) — школа японского буддизма, созданная на основе китайской школы Цзинту (Буддизма Чистой Земли, называемого также Амидаизмом). Эта школа в первую очередь обращает внимание на «веру» и соответствующий ритуал, и популярна также среди широких народных масс.
Главной формой религиозной практики школы было постоянное повторение мантры «Наму Амида-буцу» (яп. 南無阿弥陀仏), что называлось «памятованием о Будде» (яп. 念仏, нэмбуцу) и считалось при наличии полной веры главным способом обретения рождения в Чистой Земле — в раю будды Амитабхи.

## История
В Японию школа Цзинту как (Дзёдо-сю) проникла из Китая в конце XII века, и её первым проповедником стал монах Хонэн, (яп. 法然, Хо: нэн 1133—1212).
Хонэн длительное время находился в изгнании в дальних провинциях, и учение, которое он проповедовал, имеет региональные отличия. У Хонэна было много учеников, основавших свои подшколы. Некоторые из региональных подшкол не смогли долго продержаться, но некоторые сохранились до настоящего времени.
Ученик Хонэна, монах Сэйдзан (яп. 西山 , другое имя — Сёку, (яп. 証空, 1177 −1247) основал в Киото храм Эйкан-до и Дзёдо-сю как учение, его подшкола впоследствии оформилась как подшкола Сэйдзан.
Основная линия учения ведёт начало от ученика Хонэна Бэнтё (яп. 弁長, 20 июня 1162 — 16 марта, 1238), который был выслан в Тиндзей (鎮西町), префектура Сага на острове Кюсю.
Монах Рётю (яп. 良忠, 1199—1287) стал учеником Бэнтё, и основал ветвь Тиндзэй. Он считается третьим патриархом школы Дзёдо после Бэнтё и Хонэна.
Далее линия Тиндзэй продолжалась до прихода 8-го патриарха Сёгэй (聖冏, 1341—1420), который отрегулировал процесс подготовки священнослужителей наподобие тому как это проводилось в школах Сингон и Тэндай.
В начале XIII века из Дзёдо-сю неё выделилось собственно японское направление — Дзёдо-синсю («Истинная вера Чистой Земли»), основанное учеником Хонэна Синраном (1173—1262), которая стала ещё более популярна.
Центральным храмом школы является Тион-ин (яп. 知恩院) в Киото. Одним из старейших храмов является Иссин-дзи (яп. 一心寺) в Осаке.

## Особенности школы
Наиболее существенные отличия школы Дзёдо-сю и более популярной школы Дзёдо-синсю заключаются в следующем:
1. Спасение достигается постоянным повторением имени Будды Амиды. Основной упор делается на веру, доверие и душевное устремление, а не на механическое повторение формулы нэмбуцу[2].
2. В отличие от других школ, утверждающих, что добрые деяния помогут адепту достичь Чистой Земли, в школе Дзёдо-синсю говорится, что достаточна крепкая вера[2].